# Herbert J. Krapp
Herbert J. Krapp (New York, 21 febbraio 1886 – Florida, 16 febbraio 1973) è stato un architetto e progettista statunitense nella prima parte del ventesimo secolo.

## Biografia
Krapp è stato apprendista presso la società Herts & Tallant fino al 1915. Tra il 1912 e il 1916 Krapp iniziò a lavorare direttamente con i fratelli Shubert e alla fine sarebbe diventato il loro principale architetto. Ha anche progettato teatri per i fratelli Chanin. Quasi la metà degli attuali teatri di Broadway sono stati progettati da Krapp, inclusi il Lyceum, Shubert, Booth, New Amsterdam e Longacre Theatre. 
Krapp era ben noto per la sua capacità di utilizzare il suo spazio edile al massimo delle sue potenzialità. Per il Majestic Theatre Krapp ha incorporato i posti a sedere dell'arena nei piani per il livello dell'orchestra, creando una migliore visuale e consentendo la creazione di aree da salotto ed hall più grandi. Ha progettato l'Ambassador Theatre su un piano completamente diagonale per adattarlo a un piccolo spazio. Krapp fu l'artefice della ristrutturazione completa del Winter Garden Theatre e dell'Helen Hayes Theater negli anni '20. Progettò anche l'Hotel Edison, il Lincoln Hotel (ora Row NYC Hotel) e numerosi altri edifici. 
Sebbene il crollo della borsa del 1929 pose fine al boom edilizio dei teatri, Krapp rimase con gli Shubert fino al 1963, supervisionando la manutenzione e la ristrutturazione delle sedi esistenti. Ha anche sperimentato l'invenzione; uno degli strumenti che ha creato è stato brevettato e utilizzato dalla U.S. Air Force. Morì in Florida nel 1973. 

## Edifici progettati da Krapp
- Ambassador Theatre [1]
- Brooks Atkinson Theatre
- Ethel Barrymore Theatre [2]
- Biltmore Theatre
- Bernard B. Jacobs Theatre
- Broadhurst Theatre [3]
- John Golden Theatre [4]
- Helen Hayes Theater (riprogettato)
- Imperial Theatre [5]
- Majestic Theatre [6]
- Eugene O'Neill Theatre
- Richard Rodgers Theatre
- Gerald Schoenfeld Theatre
- Neil Simon Theatre
- Winter Garden Theatre (riprogettato)

- Ed Sullivan Theater (in origine Hammerstein's Theater; New York)
- Forrest Theatre (Filadelfia) [7]
- Hotel Edison (New York)
- Lincoln Hotel (New York)
- Morosco Theatre (New York; demolito nel 1982)
- The Sardi's Building (New York)
- RKO Proctor's Theater (New Rochelle, New York)
- Folly Theater, Kansas City, Missouri (rinnovo)
- Loew's Woodside Theatre (1926), parzialmente riutilizzato in modo adattivo come St. Sebastian Roman Catholic Church (Queens, New York).[8]
- Boulevard Theater (Jackson Heights, New York)[9]
- Central Theatre[10]